# القطائع
القطائع هي المدينة التي بناها أحمد بن طولون في مصر لتكون عاصمته، بدأ في تأسيسها في شعبان سنة (256 هـ) وظلّت عاصمة مصر طول العصر الطولوني.

## التأسيس
لما رأى ابن طولون أن الفسطاط والعسكر تضيقان عنه وعن جنوده فكر في بناء عاصمة جديدة وسماها القطائع، فبناها متأثراً ببهاء سامراء التي نشأ بها. واختار أحمد بن طولون لمدينته المنطقة الممتدة ما بين جبل يشكر وسفح جبل المقطم حيث حرص على أن تقوم المدينة الجديدة على مرتفع من الأرض لتبرز على سائر المجموع العمراني المحيط بها. وبدأ تأسيس تلك المدينة في شعبان سنة (256 هـ)، وبنى ابن طولون لنفسه قصراً فخماً، واتخذ ميداناً كبيراً كان يلعب فيه بالكرة، وأنشأ فيه أماكن للطيور، ومرابط للسباع، وغرس فيه الازهار والرياحين.
وكان هذا القصر والعمائر التي أقامها إبن طولون في حاضرته الجديدة عراقية الأسلوب والطابع وغدا القصر والميدان بعد إنشائهما متعة الناظرين، أنشأ ابن طولون إلى جوار هذا القصر مسجده الذي يعرف باسمه، وأقام دور الحكمة إلى الجنوب من هذا المسجد وكان يفصلها عنه ميدانٌ فسيح، وأخذ رجال الدولة يبنون دورهم حول المسجد ودار الإمارة، وقدّرت مساحة القطائع بميل في ميل.

## سبب التسمية
قسمت هذه المدينة إلى أحياء، كل حيّ منها كان يسمى قطيعة، وأُفرد كل منها لعنصرٍ من عناصر الجيش الطولوني، ويطلق عليها اسم الطائفة التي تسكنها، فكان فيها قطيعة السودان، وقطيعة الروم، وقطيعة لكل طائفة من طائفة الغلمان والموالي، وهي بمنزلة الحارات اليوم، كما جعل لأهل كل حرفة قطيعة خاصة بهم، وعرفت المدينة من أجل ذلك بالقطائع.
جاء تخطيط المدينة تقليداً لمدينة سامراء، فقد أحب ابن طولون أن تكون عاصمته الجديدة أشبه شيء بالبيئة التي نشأ فيها.
وكان تخطيطها إيذاناً ببروزها في الحياة الاجتماعية فعمِّرت عمارة حسنة، وأُنشِئَت بها الطرق، وبنيت بها المساجد والطواحين، والحمامات والأفران، وكانت الحياة في هذه المدينة أول الأمر مطبوعةً بحياة التقشف والمسحة العسكرية الخالصة.

## أهم أعلامها
حفلت القطائع بالعلماء والمحدثين والأدباء والمؤرخين منهم على سبيل المثال: القاضي بكار بن قتبة الذي كان أبرز القضاة وأعلمهم بالفقه الإسلامي، ومن المحدثين الربيع بن سليمان المرادي تلميذ الإمام الشافعي، ومن المؤرخين عبد الرحمن بن عبد الله بن عبد الحكم وهو أول من أرّخ لمصر الإسلامية وكتابه المشهور فتوح مصر والمغرب.